# ایلان ماسک
ایلان ریوْ ماسک (به انگلیسی: Elon Reeve Musk؛ زادهٔ ۲۸ ژوئن ۱۹۷۱) یک سرمایه‌گذار و صاحب کسب‌وکار است که بابت هدایت شرکت‌های تسلا، اسپیس‌اکس، شبکه اجتماعی اکس (توییتر سابق) و وزارت کارآمدی دولت شناخته شده است. ماسک از سال ۲۰۲۱ یکی از ثروتمندترین افراد جهان به‌شمار می‌رود؛ فوربز تا مهٔ ۲۰۲۵، دارایی خالص او را ۴۲۴٫۷ میلیارد دلار آمریکا برآورد کرد.
ماسک در خانواده‌ای ثروتمند در پرتوریا به دنیا آمد. او مدت کوتاهی در دانشگاه پرتوریا به تحصیل پرداخت و در ۱۸ سالگی به کانادا رفت که از طریق مادر کانادایی‌تبارش تابعیت این کشور را به دست آورد. دو سال بعد به دانشگاه پنسیلوانیا رفت و در آن‌جا کارشناسی اقتصاد و کارشناسی فیزیک خود را گرفت. او سپس در سال ۱۹۹۵ برای تحصیل در دانشگاه استنفورد به کالیفرنیا نقل مکان کرد اما بعد از دو روز ترک تحصیل کرد و به‌همراه برادرش کیمبال، شرکت نرم‌افزاری راهنمای سفر آنلاین زیپ۲ را تأسیس کرد. این شرکت نوپا در سال ۱۹۹۹ به‌مبلغ ۳۰۷ میلیون دلار توسط کامپک خریداری شد و با ۱۲ میلیون دلاری که به‌دست‌آورد، ماسک همان سال مشترکاً بانکداری مستقیم X.com را تأسیس کرد که در سال ۲۰۰۰ با کنفینیتی ادغام شد و باعث تشکیل پی‌پل شد. ای‌بی در سال ۲۰۰۲ پی‌پل را به‌مبلغ ۱٫۵ میلیارد دلار خریداری کرد و همان سال، ماسک با ۱۰۰ میلیون دلار مبلغ به‌دست‌آمده، شرکت خدمات پرواز فضایی اسپیس‌اکس را تأسیس نمود.
ماسک در سال ۲۰۰۴ سرمایه‌گذار شرکت تولیدکنندهٔ وسایل نقلیه الکتریکی تسلا موتورز (اکنون شرکت تسلا) شد. سپس رئیس هیئت مدیره و طراح محصولات تسلا شد و در سال ۲۰۰۸ سمت مدیرعاملی را بر عهده گرفت. در سال ۲۰۰۶، او در بنیان شرکت خدمات انرژی خورشیدی سولارسیتی نقش داشت که بعداً توسط تسلا خریداری شد و به تسلا انرژی تبدیل شد. او در سال ۲۰۱۵ مؤسسهٔ تحقیقاتی ترویج هوش مصنوعی به‌نام اوپن‌ای‌آی را مشترکاً تأسیس کرد. ماسک سال بعد مشترکاً شرکت فناوری عصبی نیورالینک را با هدف توسعهٔ واسط مغز و رایانه و همچنین شرکت احداث تونل بورینگ را بنیان نهاد. ماسک سامانه ترابری ریلی تندرو یعنی هایپرلوپ را مطرح کرده است. او در سال ۲۰۲۱ به عنوان شخص سال مجله تایم انتخاب شد. او در سال ۲۰۲۲، توییتر را به‌مبلغ ۴۴ میلیارد دلار خریداری کرد. توییتر در شرکت به‌تازگی تاسیس‌شدهٔ اکس کورپ ادغام و سال بعد این سرویس تحت نام اکس بازسازی برند شد. در مارس ۲۰۲۳ نیز شرکتی در زمینهٔ هوش مصنوعی به‌نام xAI تأسیس کرد.
فعالیت‌های سیاسی و دیدگاه‌های ماسک او را به چهره‌ای تفرقه‌افکن تبدیل کرده است. او به دلیل اظهارات غیرعلمی و گمراه‌کننده، از جمله اطلاعات نادرست دربارهٔ کووید-۱۹ و ترویج نظریه‌های توطئه، و همچنین تأیید نظرات یهودستیزانه، نژادپرستانه و ترنس‌هراسانه مورد انتقاد قرار گرفته است. خرید توییتر توسط او به دلیل افزایش متعاقب گفتار نفرت‌انگیز و گسترش اطلاعات نادرست در این پلتفرم جنجال‌برانگیز بود. ماسک بزرگ‌ترین اهداکننده مالی در انتخابات ریاست‌جمهوری ۲۰۲۴ ایالات متحده بود و از چهره‌ها، اهداف و احزاب سیاسی راست‌گرای افراطی در سطح جهانی حمایت می‌کند. در اوایل سال ۲۰۲۵، او به‌عنوان مشاور ارشد رئیس‌جمهور ایالات متحده، دونالد ترامپ، و رئیس دفاکتو وزارت کارآمدی دولت فعالیت کرد. نقش او در دولت دوم ترامپ با واکنش منفی عمومی مواجه شد، به‌ویژه در پاسخ به اقدامات وزارت کارآمدی دولت.

## آغاز زندگی و تحصیل
ایلان ریو ماسک در ۲۸ ژوئن سال ۱۹۷۱ در پرتوریا، آفریقای جنوبی زاده شد. او فرزند ارشد یک خانوادهٔ ۵ نفره بود. پدر او، اِرول ماسک زاده آفریقای جنوبی و بزرگ شدهٔ انگلیس، مهندس و مادر کانادایی انگلیسی او به نام مِی ماسک متخصص رژیم غذایی و مدل بود. او یک برادر کوچکتر به نام کیمبال ماسک (زاده ۱۹۷۲) و یک خواهر کوچکتر به نام توسکا ماسک (زاده ۱۹۷۴) دارد. ایلان ماسک دوران کودکی خود را در آفریقای جنوبی سپری کرد. ماسک ۱۰ ساله بود که پدر و مادر او از یکدیگر جدا شدند و ایلان اغلب اوقات را با پدرش در آفریقای جنوبی زندگی می‌کرد.
او به دلیل طلاق والدین، قلدری در مدرسه، و مشکل در درک نشانه‌ها و علایم ارتباط اجتماعی به دلیل نشانگان آسپرگر، دوران کودکی دشواری را سپری کرد.
ایلان ماسک در سن ۱۰ سالگی اولین رایانه شخصی خود، کمودور وی‌آی‌سی-۲۰ را خرید. ایلان به برنامه‌نویسی علاقه‌مند شد و به تنهایی شروع به یادگیری برنامه‌نویسی کرد.
در سن ۱۲ سالگی با فروش بازی ویدئویی Blastar که شخصاً آن را طراحی کرده بود ۵۰۰ دلار به دست آورد. پس از فارغ‌التحصیلی از دبیرستان ماسک تصمیم گرفت که بدون حمایت خانواده به ایالات متحده مهاجرت کرده و خانه را ترک کند.
ایلان ماسک در سال ۱۹۸۹ از طریق بستگان مادرش به کانادا نقل مکان کرد و به مدت دو سال در دانشگاه کوئینز در کینگستون، انتاریو به تحصیل پرداخت. پس از اینکه حق شهروندی کانادا را به دست آورد به مونترآل رفت. در ابتدا به هر شغل کم درآمدی راضی بود و کار می‌کرد و تقریباً یک سالی بود که با فقر دست و پنجه نرم می‌کرد. ماسک در سال ۱۹۹۲ رؤیای خود را به واقعیت تبدیل و به ایالات متحده نقل مکان کرد. در واقع پس از دریافت بورس تحصیلی از دانشگاه پنسیلوانیا توانست زندگی خود را در ایالات متحده آغاز کند. او مدرک کارشناسی را در رشتهٔ فیزیک به دست آورد. اما سال بعد تصمیم گرفت که در مدرسهٔ وارتون دانشگاه پنسیلوانیا مدرک کارشناسی در رشتهٔ علوم اقتصادی را نیز به دست آورد.

## فعالیت‌های تجاری

### زیپ۲
ماسک در سال ۱۹۹۵ به همراه برادرش کیمبال ماسک، شرکت نرم‌افزاری زیپ۲ را تأسیس کرد. شرکت یک نرم‌افزار «راهنمای سفر» برخط برای صنعت انتشارات روزنامه را توسعه و به بازار ارائه داد. ماسک قراردادهایی با نیویورک تایمز و شیکاگو تریبون بست و اعضای هیئت مدیره را برای ادغام با شرکتی به نام سیتی‌سرچ منصرف کرد. کامپک زیپ۲ را با قیمت ۳۰۷ میلیون دلار به وسیله سهام در سال ۱۹۹۹ تصاحب کرد. ۷٪ یا ۲۲ میلیون دلار از فروش به ماسک رسید.

### پی‌پال و ایکس.کام
در مارس ۱۹۹۹، ماسک پی‌پال (ایکس.کام) را به عنوان یک سرویس‌دهنده مالی و یک شرکت پرداخت ایمیلی تأسیس کرد. یک سال بعد شرکت با «کانفینیتی» ادغام شد، که منجر به ایجاد یک شرکت تابعه به نام پی‌پال شد. پی‌پال و ایکس.کام هر کدام یک سامانه پرداخت فرد به فرد مبتنی بر ایمیل داشتند. ماسک علاقه بیشتری به برند پی‌پل نسبت به ایکس.کام نشان داد. در ابتدا برندسازی پی‌پل به کمک ایکس.کام، سپس انتقال ایکس.کام به زیر دامنه پی‌پل. تغییرات او به‌طور رسمی برند ایکس.کام را برای همیشه حذف کرد. به دنبال این تغییرات، هیئت مدیره مؤسس پی‌پل پیتر تیل را به صورت موقت به عنوان مدیرعامل شرکت انتخاب کرد. در اکتبر ۲۰۰۲، ای‌بی با ۱٬۵ میلیارد دلار به وسیله سهام پی‌پال را به دست آورد، که ۱۶۵ میلیون دلار آن به ماسک رسید. پیش از فروش، ماسک با مالکیت ۱۱٬۷٪ از سهام پی‌پل، بزرگ‌ترین سهام‌دار شرکت بود.
ایلان ماسک به دلیل اصرارش بر انتقال زیرساخت‌های پی‌پل از یونیکس به مایکروسافت ویندوز از سمت مدیریت این شرکت اخراج شد.

### اسپیس‌اکس
در ژوئن ۲۰۰۲ ماسک سومین شرکت خود را در زمینه فناوری‌های اکتشاف فضایی با نام اسپیس‌اکس تأسیس کرد. ماسک مدیرعامل اجرایی و مدیر فناوری بخش هاوتورن شرکت است. اسپیس‌اکس توسعه دهنده و تولیدکننده وسایل نقلیه فضایی با تمرکز بر پیشرفت فناوری موشکی است. اولین وسیله‌های نقلیه این شرکت موشک‌های فالکون ۱ و فالکون ۹ و اولین سفینه فضایی این شرکت دراگن (فضاپیما) است.
ایلان ماسک به فکر ایجاد یک شرکت تکنولوژی اکتشافات فضایی (SpaceX) افتاد. این فکر از ایدهٔ بلندپروازانهٔ کاهش هزینه‌های ترابری فضایی برای ترغیب مردم به منظور مهاجرت و ساکن شدن بر روی مریخ نشات گرفت. اسپیس‌اکس در سال ۲۰۰۲ تأسیس شد و در هاوتورن، کالیفرنیا، ایالات متحده مستقر شده است.
ایلان ماسک با این موقعیت مهاجرت و سکونت در مریخ مسحور شد و Mars Oasis را ایجاد کرد. هدف این پروژه ایجاد گلخانه‌های خودکار بود که در آینده بتواند به پایه‌ای برای یک اکوسیستم خودکفا تبدیل شود. مشکل اصلی، هزینهٔ زیاد تحویل گلخانه به مریخ بود. ماسک حتی تلاش کرد وسایل نقلیه‌ای از Russian Federation راه اندازی کند و راجع به آن با مقامات روسیه بحث کرد، اما در نهایت تصمیم گرفت که با آن‌ها معامله نکند. بعدها ماسک ایدهٔ طراحی راکت و سفینه‌های فضایی قابل استفادهٔ مجدد را عنوان کرد.
در ماه مارس سال ۲۰۰۶، ایلان ماسک بیش از ۱۰۰ میلیون دلار بر روی اسپیس‌اکس سرمایه‌گذاری کرد. محدودهٔ قیمت هر راکت از ۱۵ میلیون دلار در فدراسیون روسیه تا ۶۵ میلیون دلار در ایالات متحده است و این قیمت‌ها برای یک کارآفرین بیش از حد بالا به نظر می‌رسیدند. او محاسبه کرد که هزینهٔ تمام شده قطعات مورد نیاز برای ساخت یک راکت تنها ۲ درصد قیمت راکت در ایالات متحده بود. این موضوع ماسک را خشمگین کرد. او ریشهٔ این مشکل را در بوروکراتیزه صنعت هوا و فضا، رقابت کم شرکت‌های بزرگ و تلاش‌های تحمیلی برای جلوگیری از ورود نقش‌های جدید دید.
ماسک مطمئن بود که هزینه‌های ایجاد و راه اندازی راکت و سفینه‌های فضایی را می‌تواند تا ۱۰ برابر کاهش دهد. اول از همه او به بازنگری در هدف از پرواز فضائی نیاز داشت. مأموریت اصلی اسپیس‌اکس تحویل فضانوردان و محموله‌ها به ایستگاه فضایی نیست، بلکه استعمار سیارات دیگر مانند مریخ است و ایلان ماسک می‌خواهد این کار را به صورت مؤثری انجام دهد. در اوت سال ۲۰۰۸، یکی از اولین سرمایه‌گذارانی که از نظر مالی ایلان را حمایت کرد، فاندرز فاند (Founders Fund)، یکی از شرکای سابق خود در پی پل، پیتر تیل و دیو مک کلور (Dave McClure) بود. در ژوئن سال ۲۰۰۹، استیو جروتسون (Steve Jurvetson) به نمایندگی از DFJ Venture که جزء فاندرز فاند بود، سرمایه‌گذاری نامعلومی انجام داد که به نظر می‌رسد حداقل ۱۵ میلیون دلار از ۶۰ میلیون لارنهادی بود. در ۹ نوامبر سال ۲۰۱۰، DFJ Venture و Founders Fund سرمایه‌گذاری دیگری بر روی اسپیس‌اکس کردند که در نهایت اسپیس‌اکس به ۵۰٫۲ میلیون دلار افزایش یافت. پس از این حجم سرمایه‌گذاری باز هم سهام ایلان ماسک از اسپیس‌اکس، ۶۶ درصد است.
اسپیس اکس در سال ۲۰۰۲ بر روی سیستم راکت فالکون ۱ مشغول به کار شد. ساخت این راکت تقریباً ۴ سال طول کشید و برای طراحی آن صدها میلیون دلار از سرمایه‌گذاری‌های شخصی مصرف شد. در بازهٔ زمانی بین سال ۲۰۰۶ تا ۲۰۱۵، چندین شرکت مانند دارپا، ناسا، ORS ,Celestis ,ATSB ,SpaceDev ,Orbcomm ,NSPO و آستریوم به اسپیس‌اکس علاقه‌مند شدند و چندین مورد از تست‌های راه اندازی راکت فالکون ۱ را اجرا کردند.
در ۲۰۰۶–۲۰۰۸ سه پرواز اول این راکت با شکست همراه بود. در ۲۸ سپتامبر سال ۲۰۰۸، چهارمین تلاش فالکون ۱ در نهایت نتیجه داد. اگر چهارمین تلاش آن هم با شکست روبرو می‌شد شاید دیگر اسپیس‌ایکس وجود نداشت. ناسا با این دستاورد تحت تأثیر قرار گرفت و با این شرکت یک قرارداد ۱٫۶ میلیارد دلاری برای پرواز فضانوردان آمریکایی از مدار زمین امضا کردند. ناسا هم‌اکنون برای پرواز ۱۲ محموله با استفاده از فضاپیمای دراگن و راکت فالکون ۹ برنامه‌ریزی می‌کند.

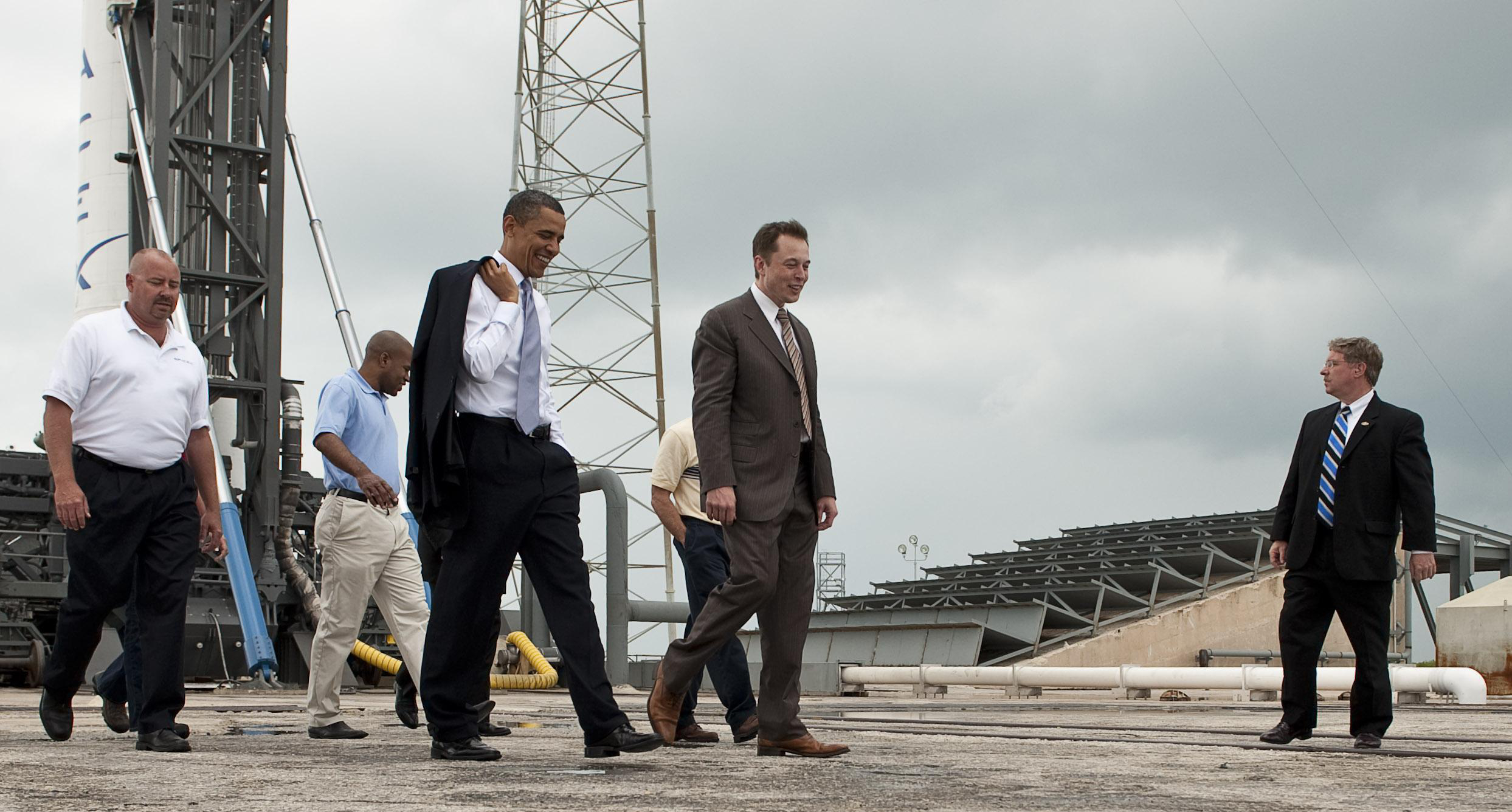
ماسک و رئیس‌جمهور باراک اوباما در سایت پرتاب فالکون ۹ در سال ۲۰۱۰

در اکتبر سال ۲۰۱۲، اسپیس‌اکس چندین نمونه از موتورهای راکت را آن هم بدون هیچ حمایتی از سوی دولت توسعه داد: Kestrel ,Merlin 1 ،Draco و Super Draco. موتور آخری که ذکر شد برای استفاده در خانوادهٔ فالکون ها؛ که فالکون ۱، فالکون ۹ و فالکون هوی هستند و همچنین استفاده در سفینه فضایی دراگون توسعه داده شد.

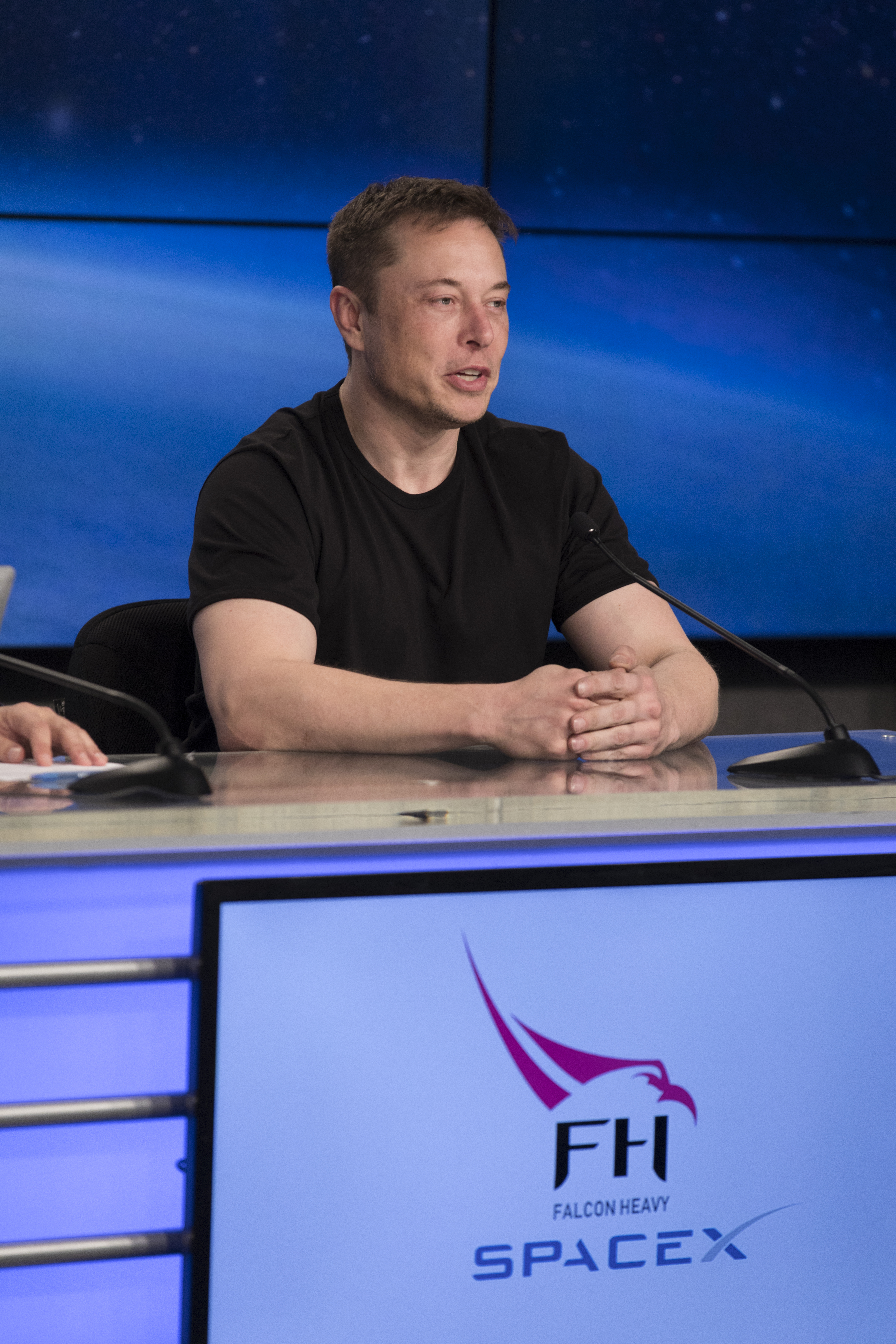
ایلان ماسک در یک کنفرانس خبری پس از پرتاب موفقیت‌آمیز فالکون هوی در سال ۲۰۱۴

با این وجود در این زمان ایلان برای عرضهٔ جهانی سهام حاضر نشد. بنا به گفتهٔ ایلان ماسک، همهٔ این دستاوردهای اسپیس‌اکس پیش زمینه‌ای برای تحقق رؤیای بزرگ او «سفر به مریخ» هستند. اسپیس‌اکس در حال طراحی فرایند ترابری برای مهاجرت به مریخ است. همچنین مهندسین ماسک، به منظور حمل افراد از زمین به مریخ در حال کار بر روی موتورهای نوآورانه‌ای از راکت (راکت‌های Grasshopper و فالکون ۹) و سفینهٔ فضایی Red Dragon که نسخه‌ای اصلاح شده از کپسول دراگون است هستند.
Grasshopper و فالکون ۹ پرتابه‌های آزمایشی بوده که قادر به فراز و فرود عمودی هستند. در ۱۰ ژانویه سال ۲۰۱۵ پس از راه اندازی شکست خورده، اولین تلاش برای به زمین نشستن راکت فالکون ۹ اسپیس‌اکس صورت گرفت؛ این راکت با شتاب زیادی فرود آمد. با این وجود تیم اسپیس‌اکس موفق به ایجاد یک مانور سخت شد و یک راکت با پلتفرم شناور را بر روی سواحل فلوریدا فرود آورد.
در ۱۲ فوریهٔ سال ۲۰۱۵، راکت فالکون ۹ در سومین تلاش ایلان ماسک برای فرود سالم این راکت، موفق شد فالکون ۹ را به مدار بفرستد و در پایگاه نیروی هوایی کیپ کاناورال، این راکت را سالم به زمین بنشاند. در این مأموریت ناسا، اداره ملی اقیانوسی و جوی و نیروی هوایی ایالات متحده با اسپیس‌اکس همکاری کردند. این ماهواره به منظور شناسایی و اطلاع از تولید گازهای گلخانه‌ای شدید از سوی خورشید که می‌تواند بر روی زیرساخت ارتباطات، نزدیک شدن ماهواره به زمین و شبکه‌های قدرت تأثیر بگذارد، توسعه داده شد.
ایلان ماسک مدیر عامل شرکت از طریق توییتر دربارهٔ فرود عمودی نرم این راکت در اقیانوس خبر داد. از آنجایی که ممکن است همیشه مکانی مناسب در طیفی وسیع برای فرود وجود نداشته باشد، این مورد می‌تواند نویدی برای فرود موفق در دریا در آب و هوایی غیر طوفانی باشد. بنا به گفتهٔ او، در بازهٔ بین ۱۰ تا ۲۰ سال آینده، هر داستان علمی تخیلی به واقعیت می‌پیوندد.

### تسلا موتورز

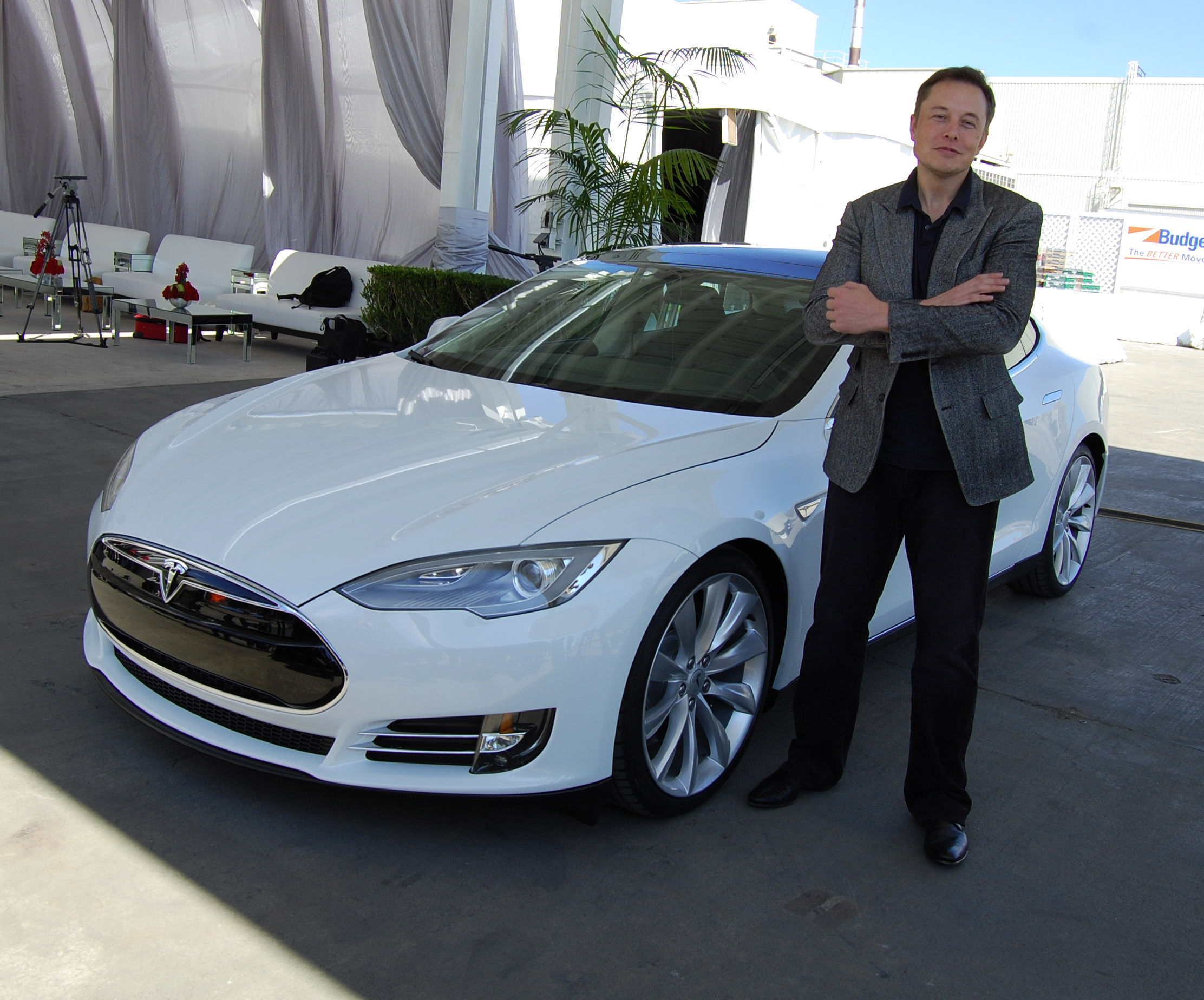
ایلان ماسک در کنار خودرو تسلا مدل اس در سال ۲۰۱۱

تسلا موتورز در ژوئیه ۲۰۰۳ توسط مارتین ابرهارد (Martin Eberhard) و مارک تارپنینگ تأسیس شد.
این شرکت از همان ابتدای کار، خود را به عنوان اولین سری تولیدکنندهٔ وسایل نقلیهٔ الکتریکی معرفی کرد و بنیان‌گذاران آن در رؤیای بی‌نیاز ساختن مشتریان از سوخت بنزین به سر می‌بردند. ایلان ماسک از حامیان چنین اقدامات آرمانی بود.
بالاخره در سال ۲۰۰۴ با سرمایه‌گذاری در این استارتاپ و با سهم شخصی ۷۰ میلیون دلاری خود در این پروژه شریک شد. او در ابتدا به عنوان مدیر اجرایی و طراح محصول مشغول به کار شد. ماسک در طراحی اولین اتومبیل الکتریکی مشارکت کرد؛ که در واقع یک خودروی اسپورت تسلا رودستر بود. ایلان ماسک اصرار داشت که به منظور به حداقل رساندن وزن خودرو، استفاده در ماژول باتری و حتی برخی از المان‌های ظاهری مانند چراغ‌های جلوی ماشین، از مواد کامپوزیت فیبر کربن در بدنهٔ ماشین استفاده کنند. تا اینکه در سال ۲۰۰۶ این پروژه در روزنامه‌ها منتشر شد و ایلان ماسک هم برای طراحی تسلا روداستر جایزهٔ Global Green 2006 را دریافت کرد. تسلا موتورز به رشد خود ادامه داد و در حال حاضر، تعداد زیادی از سرمایه داران بر روی این پروژه سرمایه‌گذاری کرده‌اند؛ از جملهٔ آن‌ها می‌توان به مؤسسان گوگل، لری پیج و سرگئی برین اشاره کرد. مبلغ کل سرمایه‌گذاری به بیش از ۱۰۰ میلیون دلار رسیده است.
با این حال هنگامی که تسلا روداستر در سال ۲۰۰۷ وارد مرحلهٔ تولید شد، ایلان ماسک با بدشانسی روبرو شد. برخی عیب‌های مدیریتی منجر به این امر شد که قیمت واقعی فروش این وسیلهٔ نقلیهٔ الکتریکی، تقریباً دو برابر قیمت اصلی ۹۲ هزار دلاری شود. علاوه براین، مارتین ابرهارد هم مسبب یک اشتباه استراتژیک بود. در طول این بحران ایلان مهارت مدیریتی خود را نشان داد؛ او هرکسی را که باعث توقف این پروژه شده بود اخراج کرد که از جملهٔ آن‌ها می‌توان به ابرهارد و تعدادی از کسانی که نقش کلیدی در شرکت داشتند، اشاره کرد. پس از این ماجرا، ایلان ماسک به تنهایی این شرکت را رهبری می‌کرد. پس از آنکه یک مدیر عامل موقت به نام مایکل مارک جایگزین ابرهارد شد، ابرهارد به دادگاه شکایت کرد ولی این مشکل به صورت مسالمت‌آمیز حل شد به‌طوری‌که هیچ جزئیاتی از این موضوع به بیرون درز نکرد.
در دسامبر سال ۲۰۰۷، زیو دوری به عنوان مدیر عامل و رئیس تسلا موتورز انتخاب شد. ایلان ماسک نسبت به زیو دوری مدیر عامل بهتری بود و به این ترتیب نائب رئیس شد. در نهایت دوری در دسامبر سال ۲۰۰۸ این شرکت را ترک کرد.
در آستانهٔ بحرانی که ذکر شد، ایلان ماسک با کاهش مؤثر هزینه‌ها به کار خود ادامه داد؛ تعدیل نیرو کرد، از تأمین‌کننده‌های قطعات، تقاضای قیمت پایین‌تر کرد و برخی از دفاتر را تعطیل کرد و در نهایت تسلا روداستر در سال ۲۰۰۸ با حدود ۲۰ هزار دلار افزایش قیمت عرضه شد.
ماسک برای حفظ تسلا موتورز، مجبور شد که شرکت توسعهٔ نرم‌افزار Everdream را به قیمت ۱۲۰ میلیون دلار به دل بفروشد؛ ایلان از سهامداران اصلی این شرکت بود. او این بودجهٔ اضافی را به تسلا موتورز تزریق کرد. علاوه بر آن، مک لارن F1 مورد علاقهٔ خود را فروخت و شرکت را از ورشکستگی نجات داد. ماسک حتی به مشتریان خود ضمانت شخصی داد که در صورت شکست کسب و کار مبالغی که هزینه کرده‌اند را بازمی‌گرداند.
افت صنعت خودرو چشمگیر بود. در این بین دایملر آگ یک بنگاه اتومبیل آلمانی بر روی تسلا موتورز سرمایه‌گذاری ۵۰ میلیون دلاری کرد و کمک کرد تا شرکت از این بحران نجات یابد. مدتی بعد دپارتمان انرژی ایالات متحده، گنجایش تسلا موتورز را در میان شرکت‌های ترابری نوآورانه تصویب کرد و آن را برای دریافت وام مجاز خواند. پس از آن، برخی از افراد بدبین، حمایت دولت از تسلا موتورز را نکوهش کردند؛ دلیل آن‌ها این بود که محصولات این شرکت به صورت انحصاری برای خریداران ثروتمند متمرکز شده است.
در ۲۹ ژوئن سال ۲۰۱۰، تسلا موتورز فروش عرضه اولیه سهام خود را آغاز کرد. این کمپانی دومین شرکت ماشین‌سازی (پس از فورد) در تاریخ ایالات متحده بود که به بازار فروش اولیهٔ سهام وارد شد. با این حال که تسلا موتورز به مدت ۱۰ سال سودآور نبود، با ۱۷ دلار در هر سهم بر نزدک مرکب ذکر شد و بیش از ۲۲۵ میلیون دلار بر روی آن سرمایه‌گذاری شد و این بهترین زمان برای ورود به بازار فروش اولیهٔ سهام بود.
در ۵ فوریه سال ۲۰۱۵، یک سهم از سهام تسلا موتورز، به ارزش ۲۲۰٫۹۹ دلار قیمت‌گذاری شد و ارزش کل بازار آن به ۲۷٫۴۴ میلیارد دلار رسید. ایلان ماسک صاحب ۳۰ درصد از سهام تسلا موتورز است.
دلیل اصلی موفقیت مالی تسلا، یک مدل پریمیوم تسلا مدل اس، با باتری ای که ۲۶۵-مایل (۴۲۶-کیلومتر) را در یک تست ۵ سیکل EPA را طی می‌کرد، بود. تولید تسلا مدل اس در ژوئن سال ۲۰۱۲ با قیمت اولیهٔ ۶۹۹۰۰ دلار آغاز شد و توانست از مجموع ۱۰۰ امتیاز، ۹۹ امتیاز را توسط Consumer Reports و بالاترین امتیاز ایمنی را به خود اختصاص دهد.
زمان ارائهٔ مدل اس، ماسک قاطعانه اعلام کرد که در ۲۰ سال آینده بیش از نیمی از خودروهای تولیدی، از نوع الکتریکی خواهند بود. با این وجود حتی خوشبین‌ترین تحلیلگران هم پیش‌بینی می‌کنند که این تخمین ماسک تحقق نخواهد یافت. اما ایلان ماسک توانایی خود را تا به اینجای کار به خوبی نشان داده است و باید منتظر بمانیم تا شاهد تحولاتی که ممکن است در آینده رخ دهد، باشیم.
ایلان ماسک معتقد است که جهان کاملاً وابسته به نفت است. این وابستگی منجر به تغییرات آب و هوایی و تنش‌های ژئوپولیتیک دائمی می‌شود. اجتناب از موتورهای احتراق داخلی و جایگزین کردن آن با موتورهای الکتریکی می‌تواند شرایط را تغییر دهد؛ بنابراین تسلا موتورز یک کسب و کار صرف برای ماسک نیست.
ایلان ماسک با شروع یک مناظرهٔ رسانه‌ای با مقاله‌نویس نیویورک تایمز به نام JohnM.Broder در مورد یکی از درایو تست‌های تسلا مدل اس، به منظور حفظ تبلیغات جالب این شرکت به کار خود ادامه داد. لازم است ذکر شود که این شاهکار تبلیغاتی نتیجه داد و در نیمهٔ اول سال ۲۰۱۳، ۱۰۵۰۰ واحد از تسلا مدل اس به فروش رسید.
در ۹ اکتبر سال ۲۰۱۴، تیم تسلا موتورز از مدل اس ۸۵دی و پی۸۵دی رونمایی کردند. این، اولین ماشینی ست که از موتور دوال برخوردار است. مدل اس پی۸۵دی، با قدرت ۶۹۱ اسب بخار، از مود شتابه فوق‌العاده‌ای بهره می‌برد؛ این ماشین سرعت صفر تا صد کیلومتر را عرض ۳٫۲ ثانیه به دست می‌آورد. علاوه بر تمام اینها، این ماشین می‌تواند به سیستم انقلابی اتوپایلوت مجهز شود: این سامانه از یک دوربین در جلو، رادار، سنسور فراصوتی ۳۶۰ درجه، که وقایع اطراف ماشین را تحت نظر دارد، بهره می‌برد. تسلا مدل اس با سامانه اتوپایلوت تعبیه شده در آن به راحتی می‌تواند خطوط جاده را تشخیص داده و مسیر خود را در بین این خطوط انتخاب کند. علاوه بر این، سیستم اتوپایلوت می‌تواند عابرین پیاده و موانع جاده را شناسایی کرده و از برخورد با آن‌ها اجتناب کند، یکی دیگر از قابلیت‌های این سامانه، توانایی خواندن تابلوهای رانندگی در جاده هاست، این ماشین می‌تواند سرعت را با توجه به آن‌ها تنظیم کند. عمر باتری این ماشین هم تقویت شده است. قیمت اولیهٔ این ماشین ۷۹۹۰۰ دلار برآورد شده است. با تمام این اوصاف، برخی قابلیت‌های تسلا مدل اس شبیه به مدل اس ۶۰ طراحی شده است. خبرگزاری کانسومر ریپورتز، در سال ۲۰۱۴ تسلا مدل S را برای دومین سال متوالی، به عنوان بهترین ماشین سال اعلام کرد.
مدل دیگری که برای نیمهٔ دوم سال ۲۰۱۶ برنامه‌ریزی شد، تسلا مدل ایکس بود. در سپتامبر سال ۲۰۱۵ شش مدل اول تسلا ایکس، در یک رویداد راه اندازی در کارخانهٔ فرمونت تحویل داده شد. تیم تسلا موتورز، مدل ایکس پی۹۰دی و ۹۰دی را طراحی کردند. مدل ایکس پی۹۰دی دارای توان موتور جلوی ۲۵۹ اسب بخار و توان موتور عقب ۵۰۳ اسب بخاری ست و سرعت صفر تا صد کیلومتر را در عرض ۳٫۲ ثانیه پر می‌کند و از سیستم انتخابی Ludicrous شتابی استفاده می‌کند. علاوه بر همهٔ اینها، تسلا ایکس از شیشه جلوی پانوراما، ۷ صندلی و درهای عقبی که به سبک بال پرنده یا فالکون باز می‌شوند، بهره می‌برد. این خودرو مجهز به اولین فیلتر HEPA واقعی با دکمهٔ "Bioweapon Defense Mode" است. ماسک بیان کرد که هنگامی که فیلتر هپا عمل می‌کند، هیچ‌گونه باکتری، ویروس یا گرده‌ای نمی‌تواند در داخل کابین شناسایی شود. همان‌طور که گفته شد مدل ایکس به در فالکون مجهز شده که به‌طور خودکار برای قوس بهینه برای بازشدن، تنظیم می‌شوند.
ماسک در حال برنامه‌ریزی برای پوشش ایالات متحده، اروپا و آسیا با شبکه‌ای از ایستگاه‌های سوپرشارژر بود. در ۲۰ اکتبر سال ۲۰۱۵ تعداد ۵۰۳ ایستگاه سوپرشارژر با ۳۰۰۷ سوپرشارژر در جهان وجود داشته است.

### سولارسیتی
ماسک مفهوم اولیه از سولارسیتی را ارائه داد، که پس از آن توسط پسرعموهایش لیندان و پیتر رایو در سال ۲۰۰۶ تأسیس شد. ماسک بزرگ‌ترین سهام‌دار باقی مانده است. سولارسیتی هم‌اکنون بزرگ‌ترین ارائه دهنده انرژی خورشیدی در ایالات متحده آمریکا است.

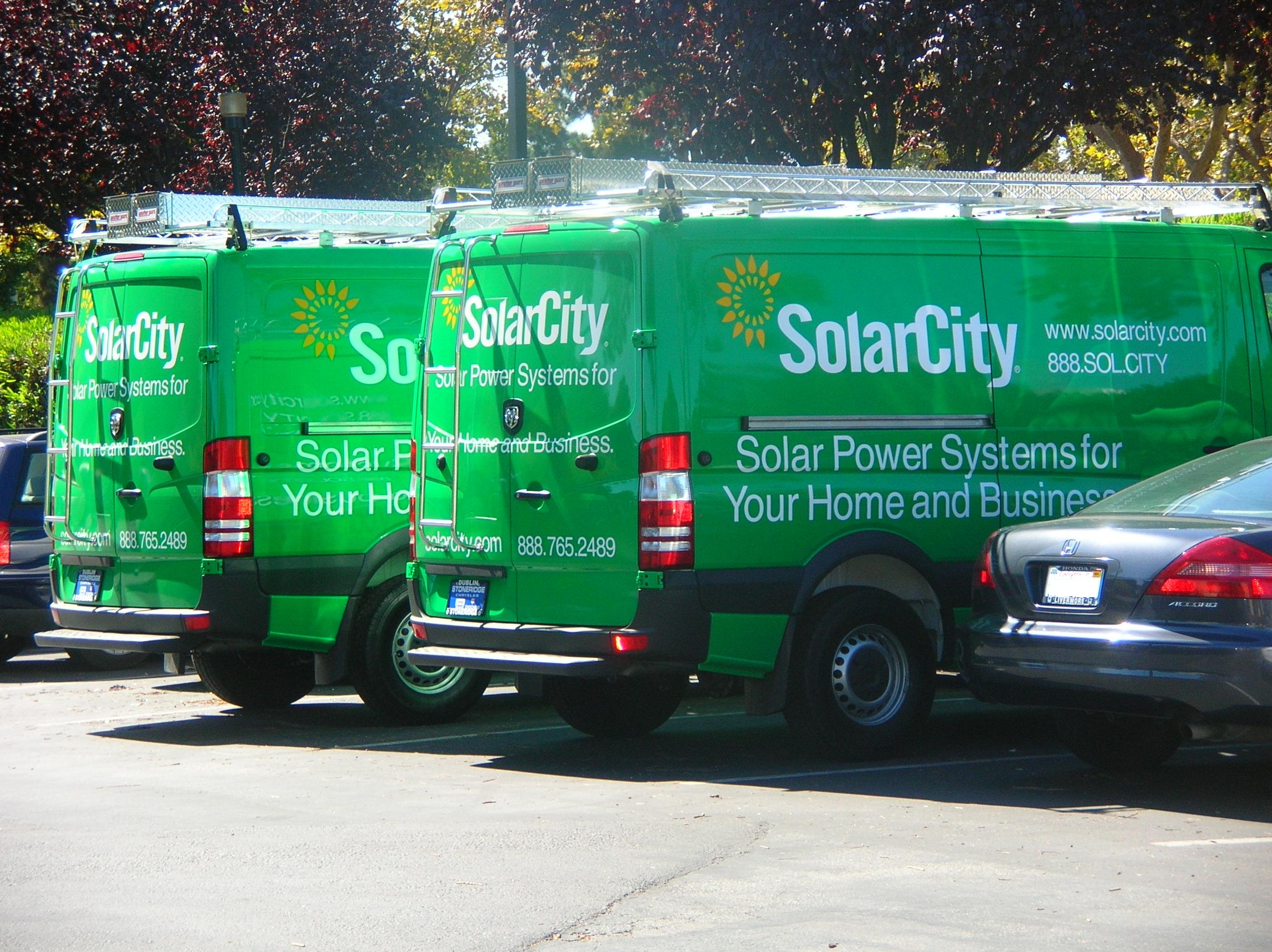
ون‌های نصب پنل خورشیدی سولارسیتی در سال ۲۰۰۹

سولارسیتی یک شرکت ارائه دهندهٔ خدمات انرژی است که مقر آن در سان ماتئو، کالیفرنیا، ایالات متحده است. مؤسسان سولار سیتی دو پسر عمو به نام‌های لیندون و پیتر رایو هستند. ایلان ماسک یکی از سهامداران این شرکت است. در سال ۲۰۰۳، ایلان پس از فروش ۱۱ درصد از سهام خود در پی پل توانست ۱۰ میلیون دلار روی این شرکت سرمایه‌گذاری کند.
سولارسیتی، سامانه‌های انرژی خورشیدی را برای خانه‌ها، کسب و کارها و دولت تأمین می‌کند. این شرکت چندین برنامه برای صاحب خانه‌ها فراهم می‌کند: برنامهٔ وام "مای پاور (MyPower)"، اجارهٔ خورشیدی و قرارداد خرید توان خورشیدی.
در ماه مه سال ۲۰۰۸، این شرکت برای تأمین توان برج نظارت و سرور، برای بریتیش موتورز و ای‌بی، سامانه‌های برقی تأمین شده با انرژی خورشیدی ساخت.
در ۱۵ ژانویه سال ۲۰۱۵، سولار سیتی برای راه اندازی یک مرکز مالی خورشیدی جدید به ارزش ۲۰۰ میلیون دلار با گروه کرِدی-سویس همکاری کرد. این تسهیلات اعتباری به منظور کمک به مشتریان در سرمایه‌گذاری در سامانه‌های انرژی خورشیدی از طریق برنامهٔ وام «مای پاور» سولارسیتی شکل گرفت. برنامهٔ انرژی نامبرده به مشتریان این امکان را می‌دهد که به منظور پرداخت هزینهٔ کمتر برای برق، سامانه‌های خورشیدی خودشان را فعال کنند. به‌طور مثال این برنامه به کاهش هزینه در کیلو وات – ساعت کمک می‌کند و مشتریان برای سال اول، ملزم به بازپرداخت این وام به صورت ۱۶ سنت در هر کیلو وات – ساعت هستند.
مفاهیم پشت سولارسیتی به‌طورکلی بر پایهٔ صرفه جویی در هزینه، سازگاری با محیط زیست و به‌طور کلی منطبق شدن با ایدئولوژی ایلان ماسک قرار دارد. از همه مهم‌تر، این شرکت سامانه‌های انرژی خورشیدی را برای ایستگاه‌های سوپرشارژر تسلا موتورز فراهم می‌کند.
با این همه، رهبری در این صنعت، سولارسیتی را از انتقاد منتقدان حفظ نمی‌کند. برخی از منتقدان می‌گویند که این توان الکتریکی خورشیدی هرگز به یک مدل کسب و کار تبدیل نخواهد شد و با توجه به این واقعیت که رقابت در این صنعت بیش از حد بالاست، ممکن است که موقعیت پیشروی این شرکت را به چالش بکشد. با این وجود، در ۱۰ دسامبر سال ۲۰۱۲، یعنی زمانی که سولارسیتی به بازار عرضه اولیه سهام وارد شد، ارزش سهامش از ۸ میلیون دلار به ۱۱٫۷۹میلیون دلار افزایش یافت. در ۱۳ فوریهٔ سال ۲۰۱۵، قیمت این سهام اشتراکی، ۵۷٫۶۰ دلار، و ارزش کل بازار ۵٫۵۳ میلیارد دلار بود. هم‌اکنون ایلان ماسک صاحب ۲۵ درصد از سولار سیتی است.
تحلیلگران معتقدند تضمین ایلان ماسک در چشم‌انداز این شرکت اصلی‌ترین دلیل برای موفقیت این شرکت است. اگر خالق اسپیس اکس و تسلا موتورز بر روی این تکنولوژی مصمم است بدان معنا است که هدف بزرگتری پشت آن نهفته است.

### هایپرلوپ

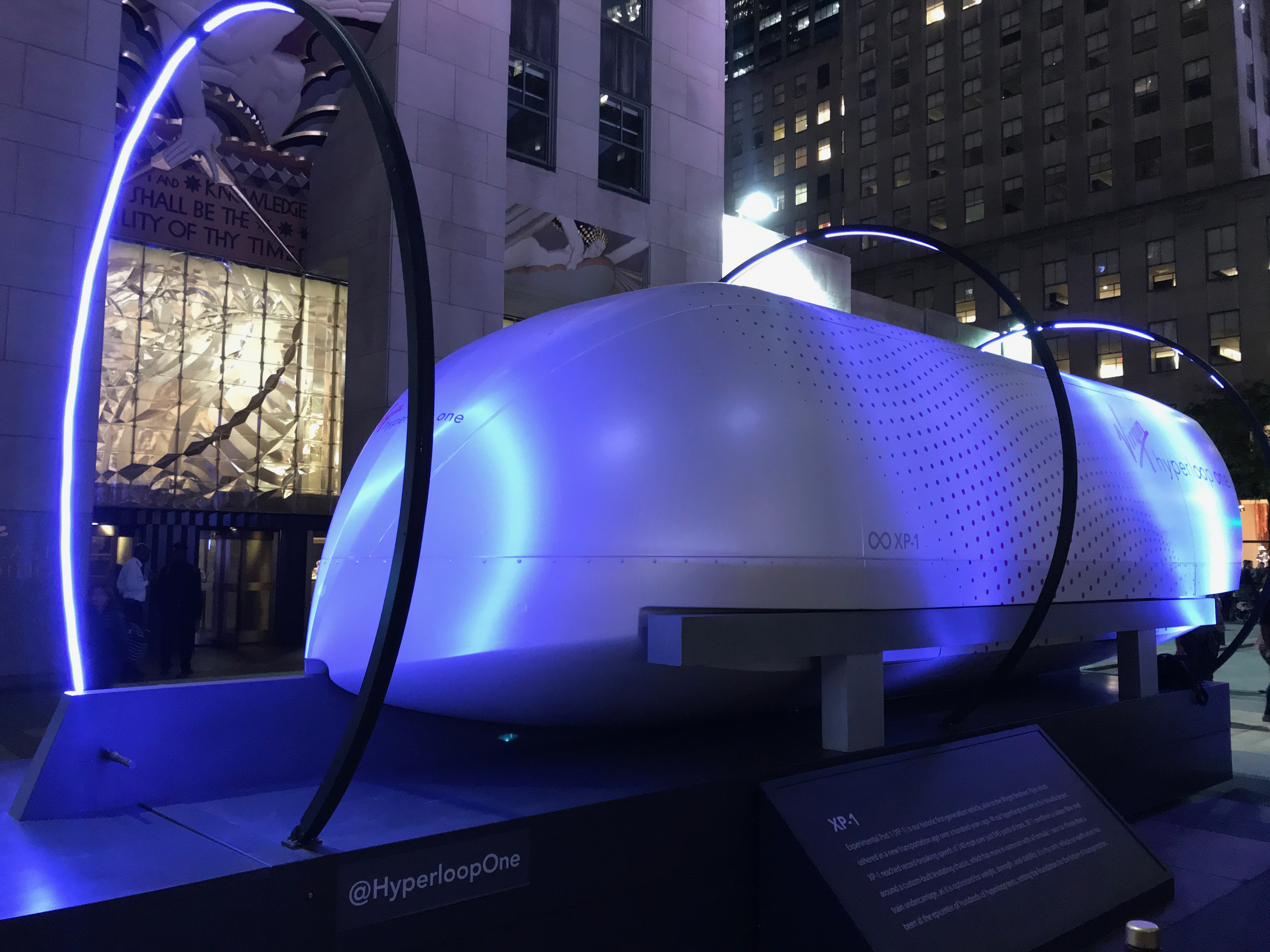
نمونه اولیه پوسته هایپرلوپ یک در سال ۲۰۱۹

در ۱۲ اوت ۲۰۱۳، ماسک از طرح جدیدی برای انتقال بین لس‌آنجلس بزرگ و منطقه خلیج سانفرانسیسکو رونمایی کرد.
او در ژانویه ۲۰۱۵ از طرحی خبر داد که طی آن مسیری تونل مانند برای حرکت کپسول‌هایی فوق مدرن حامل مسافران راه‌اندازی می‌شود. کپسول‌هایی که در این مسیرها به کار گرفته می‌شوند با سرعت سرسام‌آور ۱۲۸۷ کیلومتر بر ساعت حرکت می‌کنند و این یعنی بالاترین سرعتی که تاکنون برای جابجایی افراد بر روی زمین و در قالب سیستم ترابری زمینی ارائه شده است. مسافران درون کپسول‌های آلومینیومی مخصوصی می‌نشینند.
هایپرلوپ بر مبنای تکنولوژی مشابهی در قطارهای شناور مغناطیسی است. یک ضربهٔ الکترومغناطیسی به منظور حرکت «غلاف» یا «کپسول» استفاده می‌شود و یک فشار هوای کم، دستیابی به سرعت‌های بالاتر از هر وسیلهٔ ترابری زمینی دیگری را فراهم می‌سازد.
هایپرلوپ دو برابر سریع تر از یک هواپیما خواهد بود و به هیچ برنامه‌ای محدود نمی‌شود. ایلان ماسک می‌خواست کانسپت هایپرلوپ و چگونگی ساخت یک سامانه ترابری کارامد درآینده‌ای نزدیک را با جری براون، فرماندار کالیفرنیا و باراک اوباما، رئیس‌جمهور آمریکا به اشتراک بگذارد. ماسک فکر می‌کند که هایپرلوپ می‌تواند جایگزین بسیار خوبی برای برنامه‌های دولت به منظور ساخت راه‌آهن با سرعت بالا بین سان فرانسیسکو و لس آنجلس که هزینه‌ای بیش از ۷۰ میلیارد دلار خواهد داشت، باشد. به نظر ایلان ماسک صرف این حجم از بودجهٔ کشور برای توسعهٔ این نوع آهسته از ترابری کار اشتباهی است.
سیستم ترابری هایپرلوپ از پانل‌های خورشیدی نصب شده در طول مسیر استفاده می‌کند. علاوه بر این، وسایل ساخته شده در دیگر شرکت‌های ماسک در اینجا هم مفید واقع می‌شوند: در حقیقت از موتور و قطعات الکترونیکی از تسلا موتورز برای کپسول‌ها استفاده می‌شود، مهندسان سولارسیتی می‌توانند در زمینهٔ پانل‌های خورشیدی کمک کنند و اسپیس ایکس هم می‌تواند موادی که در فضا تست شده‌اند را در اینجا هم به اشتراک بگذارد.
در این کانسپت یک کپسول قادر خواهد بود تعداد ۲۸ نفر را حمل کند و اگر بودجهٔ این پروژه از ۶ میلیارد دلار به ۱۰ میلیارد دلار افزایش یابد، یک کپسول باری هایپرلوپ می‌تواند تا سه خودرو را حمل کند. شتاب شروع این کپسول شبیه به یک هواپیما خواهد بود. در یک مسیر اولیه ۷۰ کپسول با تأخیر زمانی حداقل ۷۰ ثانیه وجود خواهد داشت؛ فاصلهٔ ایمن بین این کپسول‌ها ۵-مایل (۸٫۰-کیلومتر) خواهد بود. اگر قیمت هر بلیط یکطرفه ۲۰ دلار باشد، دورهٔ بازپرداخت سرمایه‌گذاری ۲۰ سال خواهد بود و تعداد مسافرانی که سالانه به این صورت حمل می‌شوند به ۷٫۴ میلیون می‌رسد.
طبق برنامه‌ریزی‌ها، اولین سامانه ترابری هایپرلوپ در امتداد بزرگراه کالیفرنیا ساخته می‌شود. ایلان ماسک از امنیت بی سابقهٔ این سامانه برای مسافران، در میان دیگر وسایل ترابری وعده می‌دهد.
ماسک معتقد است که گزینهٔ هایپرلوپ برای ترابری شهرستان‌های بزرگی که در فاصلهٔ ماکزیمم ۹۰۰-مایل (۱٬۴۰۰-کیلومتر) یکدیگر هستند، مناسب است و برای مسافت‌های طولانی‌تر هم گزینهٔ هواپیما مناسب تر می‌باشد.
با وجود اینکه ماسک هنوز برای اختصاص زمان کافی برای کانسپت هایپرلوپ آماده نیست، اما همچنان تمایل دارد که از توسعهٔ این نمونهٔ اولیه، سرمایهٔ مورد نیاز را تهیه نماید. ایلان ماسک طراحی هایپرلوپ را تحت یک طراحی منبع باز (اپن سورس) ایجاد کرده است و به هرکسی اجازه می‌دهد که با پشتیبانی کامل، این نسخهٔ فعلی را بهبود دهند.
در ۵ ژانویه سال ۲۰۱۵، ایلان ماسک در طول سخنرانی خود در دهمین انجمن سالانهٔ ترابری تگزاس از ایجاد مسیری آزمایشی برای تست بتای هایپرلوپ خبر داد؛ مکانی در تگزاس به طول ۵-مایل (۸٫۰-کیلومتر). طبق برنامه‌ریزی‌ها قرار است که این مسیر در آینده برای شرکت‌های مختلف مورد استفاده قرار گیرد و گروهی از دانشجویان مهندسی مستعد کپسول‌های طراحی خود را تست کنند. ماسک همچنین برای سازماندهی رقابت و مسابقهٔ سالانهٔ دانشجویی بر سر کپسول‌های هایپرلوپ مانند Formula SAE برنامه‌ریزی می‌کند.
در ۲۶ فوریهٔ ۲۰۱۵، تکنولوژی ترابری هایپرلوپ توافقنامه‌ای را برای شروع ساخت اولین مسیر آزمایشی در مقیاس کامل در کالیفرنیا در سال ۲۰۱۶ و تکمیل ساخت در سال ۲۰۱۷ و پذیرش مسافر در سال ۲۰۱۸ امضا کرد. در حال حاضر HTT برای ساخت یک مسیر آزمایشی به ۱۰۰ میلیون دلار سرمایه نیاز دارد.
قرار است این طرح حد فاصل سان فرانسیسکو تا لس آنجلس در غرب آمریکا راه اندازی شود. نسخه ویژه حمل مسافران با هزینه ۶ میلیارد دلار و نمونه مخصوص حمل خودروها با صرف بودجه ۷/۵ میلیارد دلار طراحی و ساخته می‌شود.

### توییتر
ماسک کاربر فعال شبکه اجتماعی توییتر است و بیش از ۸۰ میلیون دنبال کننده دارد. در ۳۱ ژانویه ۲۰۲۲، ماسک به‌طور پیوسته خرید مقادیر قابل توجهی از سهام این شرکت را آغاز کرد و در ۱۴ مارس ۲۰۲۲ به ۵ درصد از سهام شرکت رسید. ماسک در ۱ آوریل به مجموع ۷۳٬۱۱۵٬۰۳۸ سهم رسید که ۹٫۱۳ درصد از کل سهام توییتر را شامل می‌شود. ارزش آن در آن زمان ۲٫۶۴ میلیارد دلار بود که او را به بزرگ‌ترین سهامدار شرکت تبدیل کرد. ماسک در عرض ۱۰ روز از زمانی که سهامش در این شرکت از ۵٪ گذشت، از اطلاع‌رسانی به اس‌ای‌سی غافل شد که این امر نقض قوانین اوراق بهادار ایالات متحده است. هنگامی که ماسک در ۴ آوریل ۲۰۲۲ به‌طور عمومی سرمایه‌گذاری خود را در پرونده ۱۳جی کمیسیون بورس و اوراق بهادار فاش کرد، سهام توییتر بزرگ‌ترین افزایش روزانه را از زمان عرضه اولیه اولیه خود در سال ۲۰۱۳ تجربه کرد زیرا هجوم فعالیت‌های تجاری منجر به افزایش قیمت سهام تا ۲۷ درصد شد. افشای اینکه ماسک سهام قابل توجهی در توییتر به دست آورده است به دنبال توئیت‌های ماسک در ۲۵ و ۲۶ مارس بود که در آن او تعهد توییتر به آزادی بیان را زیر سؤال برد و گفت که در حال بررسی توسعه یک سایت رسانه اجتماعی رقیب است، اگرچه این نظرات پس از آن صورت گرفت. قبلاً ۷٫۵ درصد از شرکت را تصاحب کرده است. در ۴ آوریل، ماسک با قراردادی موافقت کرد که به موجب آن او به عضویت هیئت مدیره توییتر منصوب می‌شد و او را از تصاحب بیش از ۱۴٫۹ درصد از شرکت منع می‌کرد، اما ماسک تصمیم گرفت پیش از اینکه انتصابش در ۹ آوریل اجرایی شود، به هیئت مدیره نپیوندد.
او در ۲۵ آوریل ۲۰۲۲ اعلام کرد که ۱۰۰ درصد سهام توئیتر را به مبلغ ۴۴ میلیارد دلار خرید اما این قرارداد را فسخ کرد و سهام این شرکت شش درصد سقوط کرد. توئیتر نیز از او به دلیل فسخ این قرارداد شکایت کرد. در اکتبر ۲۰۲۲ مجدداً پیشنهاد خرید توئیتر به قیمت ۵۴٫۲ دلار به‌ازای هر سهم از سوی ماسک مطرح شد. نهایتاً در ۲۷ اکتبر ۲۰۲۲ این معامله با مبلغ ۴۴ میلیارد دلار نهایی شد. ماسک پس از خرید، بلافاصله مقامات اجرائی توئیتر، از جمله پاراگ آگراوال، مدیرعامل این شرکت را اخراج کرد.
در ژانویهٔ ۲۰۲۳ نام او به دلیل تجربه «بزرگ‌ترین زیان و کاهش ثروت شخصی در تاریخ» به دلیل افت ارزش سهام تسلا درپی خرید توییتر در فهرست رکوردهای جهانی گینس ثبت شد.

### اوپن ای‌آی
اوپن ای‌آی (به انگلیسی: Open AI) یک شرکت پژوهشی غیرانتفاعی هوش مصنوعی (AI) است که هدفش توسعه هوش مصنوعی بی‌ضرر (به انگلیسی friendly AI) برای خدمت به بشریت است.

#### استراتژی
ماسک این سؤال را مطرح می‌کند که: «بهترین کاری که می‌توان برای اطمینان از خوب بودن آینده کرد چیست؟ می‌توان در حاشیه نشست و کاری نکرد یا می‌توان در ساختار صحیح برای توسعه هوش مصنوعی به نحوی که ایمن و مفید باشد مشارکت کرد.» ایلان ماسک اذعان می‌نماید که همواره در مسیر توسعه هوش مصنوعی (بی‌ضرر) ریسک ساخته شدن چیزی که از آن می‌ترسیم وجود دارد، با این حال، بهترین دفاع این است که «تا می‌توانیم به توانمند کردن افراد برای بهره‌گیری از هوش مصنوعی کمک کنیم. اگر همه قدرت هوش مصنوعی داشته باشند، آنگاه هیچ شخص یا گروهی وجود نخواهد داشته که ابرقدرت هوش مصنوعی باشند»

#### تاریخچه
در اکتبر ۲۰۱۵، ماسک، آلتمن و سایر سرمایه‌گذاران تشکیل این سازمان را با سرمایه اولیه ۱ میلیارد دلار اعلام کردند.
در ۲۷ آوریل ۲۰۱۶، OpenAI، نسخه عمومی و بتای "Open AI Gym" و پلتفرم آن را برای یادگیری تقویتی منتشر کردند.
در ۵ دسامبر ۲۰۱۶، اوپن ای‌آی، Universe، یک پلتفرم نرم‌افزاری برای اندازه‌گیری و آموزش هوش عمومی (general intelligence) مصنوعی از طریق منابعی مثل بازی‌ها، وبسایت‌ها و سایر کاربردها را منتشر کرد.
طی تورنمنت بازی‌های ویدئویی The International 2017 Dota 2 در اوت ۲۰۱۷، اوپن ای‌آی، مسابقه ای بین یک بات نرم‌افزاری و بازیکن حرفه‌ای دوتا، به نام دندی، را به نمایش گذاشت. پس از این مسابقه، گرگ بروکمن مدیر ارشد تکنولوژی اوپن ای‌آی، اعلام کرد که این بات نحوه انجام بازی دوتا را طی دو هفته آموزش از طریق مسابقه با خودش فرا گرفته است و این بات برای ایجاد نرم‌افزاری برای انجام اعمال پیچیده‌ای مثل عمل جراحی آماده می‌شود.
ماسک در ۲۱ فوریه ۲۰۱۸ اوپن ای‌آی را ترک کرد و علتش را امکان تعارض فعالیتش در اوپن ای‌آی با برنامه تسلا برای توسعه هوش مصنوعی قادر به راندن اتومبیل‌ها، اعلام کرد.

### نیورالینک

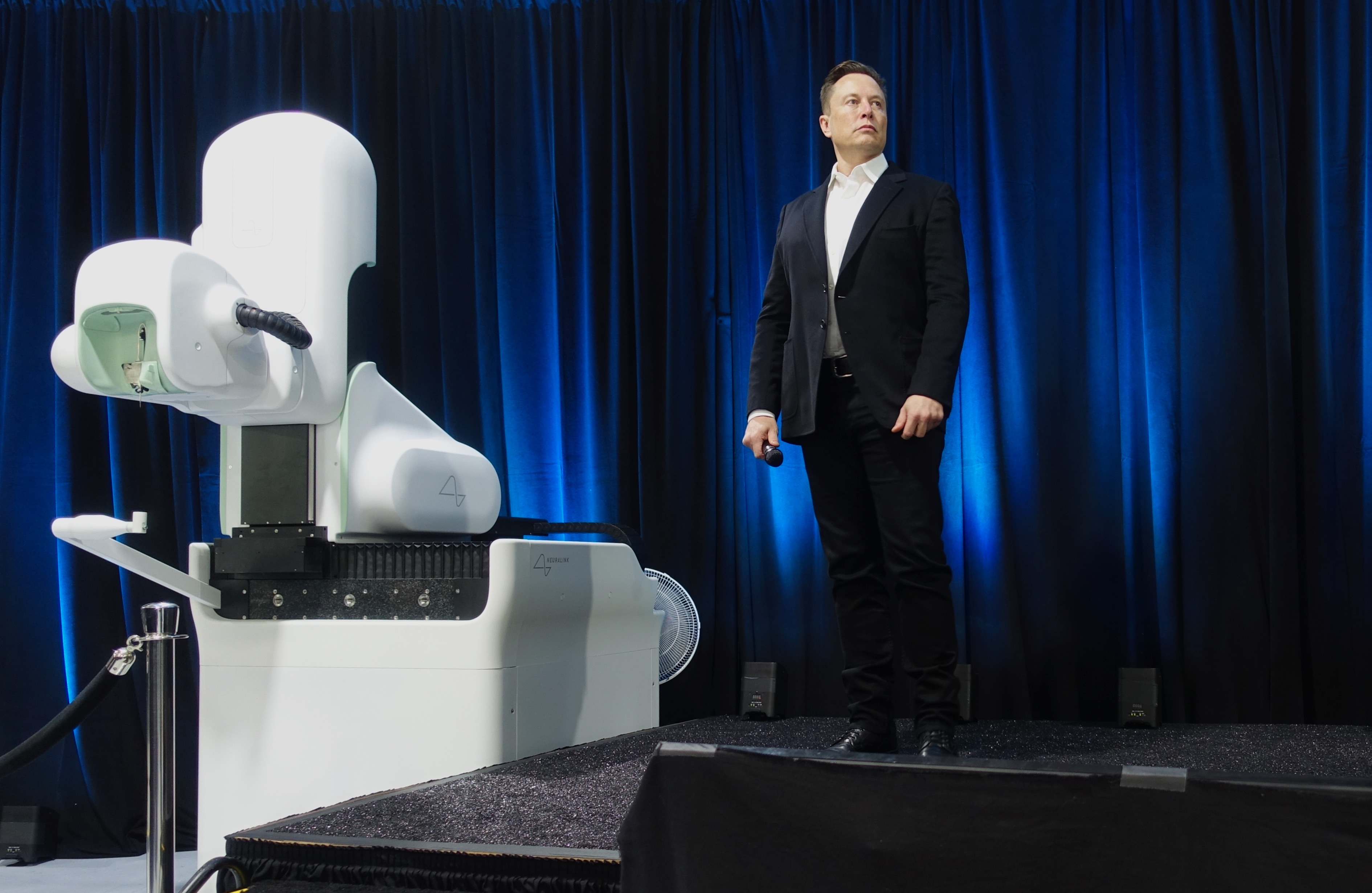
سخنرانی ایلان ماسک دربارهٔ نورالینک

نیورالینک (به انگلیسی: Neuralink) یک شرکت آمریکایی در زمینه فناوری نورون یا فناوری عصبی ساخته شده توسط ماسک است که تراشه‌های ارتباط مغز و رایانه قابل کاشت در مغز یا به انگلیسی واسط مغز و رایانه (BMIs) تولید می‌کند. ساختمان مرکزی شرکت در سن فرانسیسکو است؛ شرکت در سال ۲۰۱۶ شروع به کار کرد و در ۲۰۱۷ به عموم معرفی شد.

## دیدگاه‌ها و سیاست
ماسک از زمان پیوستن به توئیتر (که اکنون با نام اکس شناخته می‌شود) در سال ۲۰۰۹، از کاربران فعال آن بوده و تا تاریخ نوامبر ۲۰۲۳ بیش از ۱۶۳ میلیون فالوئر داشته است. او میم‌های اینترنتی منتشر می‌کند، منافع کسب و کاری را ترویج می‌دهد، و در مورد مسائل معاصر سیاسی و فرهنگی نظر می‌دهد.
اظهارات ماسک مجادله برانگیخته، از جمله مسخره کردن ضمیر جنسیت ترجیحی و مقایسه جاستین ترودو نخست‌وزیر کانادا با آدولف هیتلر. نیویورک تایمز مشارکت‌های او در روابط بین‌الملل را «آشوبناک» توصیف می‌کند و منتقدان ماسک استدلال می‌کنند که بین دیدگاه‌های او و منافع کسب‌وکاری‌اش جدایی‌ای وجود ندارد. ماسک به عنوان مدیرعامل ارشد توئیتر، به منشأ اطلاعات نادرست و نظریه‌های توطئه دست راستی تبدیل شد، مثلاً القای این که جزئیات آنلاین دربارهٔ علاقه ظاهری مائوریسیو گارسیا که یک قاتل دسته جمعی بوده، ممکن است به‌طور مصنوعی ایجاد شده باشد و بخشی از جنگ روانی بوده باشد. در پاسخ به کنش‌های صورت گرفته از سوی توئیتر تحت هدایت او اتهامات تراجنسیت‌هراس بودن متوجه او شد.

### سیاست
با این که ماسک غالباً لیبرترین توصیف می‌شود، او خود را «از نظر سیاسی میانه‌رو» خوانده و حین زندگی در کالیفرنیا به عنوان یک رأی دهنده مستقل ثبت نام کرده است. نیویورک تایمز نوشت که ماسک «دیدگاه‌هایی ابراز می‌کند که به درستی در دوگانه طیف سیاسی چپ–راست جا نمی‌شود». از نظر تاریخی ماسک به هر دو حزب دموکرات و جمهوری‌خواه کمک مالی کرده است، که بسیاری شان در ایالاتی بوده که او در آنها منفعت تجاری دارد. از اواخر دهه ۲۰۱۰ کمک‌های سیاسی ماسک به حمایت تقریباً کامل از جمهوری‌خواهان گردش کرده است.
ماسک به هیلاری کلینتون در انتخابات ریاست‌جمهوری ۲۰۱۶ ایالات متحده آمریکا رأی داد. در رقابت‌های مقدماتی ریاست‌جمهوری ۲۰۲۰ حزب دموکرات، ماسک از اندرو ینگ حمایت کرد و از طرح او برای درآمد پایه همگانی حمایت کرد. او همچنین از کمپین ریاست جمهوری ۲۰۲۰ کانیه وست حمایت کرد. او گفت به جو بایدن در انتخابات ریاست‌جمهوری ۲۰۲۰ ایالات متحده آمریکا رای داده است. در سال ۲۰۲۲، ماسک گفت «دیگر» از دموکرات‌ها حمایت نخواهد کرد چرا که دموکرات‌ها «حزب اختلاف و نفرت» هستند، و در توئیتی نوشت که رأی‌دهندگان مستقل‌اندیش را تشویق می‌کند در انتخابات‌های ۲۰۲۰ ایالات متحده آمریکا به جمهوری‌خواهان رأی دهند، اقدامی که با سایر رؤسای رسانه‌های اجتماعی که نوعاً از دفاع از احزاب سیاسی خودداری می‌کنند متفاوت بود.
او از ران دسنتیس برای انتخابات ریاست‌جمهوری ۲۰۲۴ ایالات متحده آمریکا حمایت کرد و توییتر میزبان رخداد اعلام نامزدی او بود. ماسک در اوت ۲۰۲۳ میزبان ویوک راماسوامی در اسپیس توییتر بود، و حمایت خود را ابراز کرد. از مه ۲۰۲۳، ماسک از حمایت از هیچ نامزدی خودداری کرده، گرچه مقاله‌ای در بلومبرگ در ژوئیه ۲۰۲۴ ماسک را متهم کرده مبلغ نامعلومی را به سوپرپک آمریکا پک اهدا کرده. در پی ترور نافرجام دونالد ترامپ، ماسک برای او آرزوی بهبودی سریع کرد و از او در انتخابات حمایت کرد.
ماسک با «مالیات بر سرمایه» مخالف است، و در توئیتر استدلال کرده با سیاستمداران دموکرات دست‌چپی‌تری چون برنی سندرز، الکسندریا اوکاسیو کورتز، و الیزابت وارن جروبحث کرده است. او پرسش‌هایی راجع به اعتراضات جان سیاه‌پوستان مهم است، مخصوصاً بر این اساس که شعار «دستها بالاست، تیراندازی نکن» ساختگی است مطرح کرده است.
ماسک چین را ستوده است و گفته شده رابطه نزدیکی با حکومت چین، که به تسلا اجازه ورود به بازارهایش را می‌دهد، دارد. پس از این که گیگاکارخانه شانگهای نخستین خودروهایش را تولید کرد، ماسک از حکومت و مردم چین تشکر کرد و از آمریکا و مردمش انتقاد کرد.: ۲۰۷–۲۰۸  در ۲۰۲۲, ماسک برای فضای مجازی چین نشریه رسمی اداره فضای مجازی چین که مجری فیلترینگ اینترنت در چین است، مقاله‌ای نوشت. نوشتن این مقاله در تضاد با دفاع او از آزادی بیان توصیف شد. ماسک بعدها بابت دفاع از این که تایوان «منطقه ویژه اداری» چین شود، انتقادات قانون‌گذاران تایوانی را برانگیخت.
دونالد ترامپ، رئیس‌جمهور منتخب ایالات متحده، در ۱۲ نوامبر ۲۰۲۴ اعلام کرد که ماسک به عنوان نخستین رهبر وزارت کارآمدی دولت (DOGE)، یک نهاد مشاوره دولتی، انتخاب خواهد شد. ویوک راماسوامی وظیفه رهبری این بخش را در کنار ماسک بر عهده خواهد داشت. حمایت‌های سیاسی ماسک از جناح راست در آمریکا و اروپا باعث برگزاری اعتراضاتی در کشورهای مختلف شد. در برخی از این اعتراضات، اقدامات خرابکارانه و کشف مواد منفجره گزارش شده است. همچنین، ماسک به‌دلیل انجام سلامی در مراسم تحلیف ترامپ که به‌عنوان سلام نازی تعبیر شد، با انتقادات گسترده‌ای مواجه شد.
ماسک پس از حمایت مالی ۲۸۸ میلیون دلاری از کمپین انتخاباتی ترامپ در سال ۲۰۲۴، به‌عنوان مشاور در کاخ سفید منصوب شد. اما در ژوئن اختلافاتی میان آن‌ها به‌وجود آمد. ماسک در پستی که بعداً حذف شد، ترامپ را به ارتباط با جفری اپستین متهم کرد. ترامپ نیز در واکنش، هرگونه آشتی را رد کرده و هشدار داده است که در صورت حمایت ماسک از دموکرات‌ها، با پیامدهای جدی مواجه خواهد شد. این تنش‌ها منجر به کاهش ۳۴ میلیارد دلاری ثروت ماسک و افت سهام تسلا شد. پس از ترک مقام، ایلان ماسک از لایحه «بزرگ و زیبا» ی دولت ترامپ انتقاد کرد و آن را به دلیل مفادی که کسری بودجه را افزایش می‌داد، «منزجرکننده و نفرت‌انگیز» خواند. ترامپ در پاسخ گفت که ماسک پس از لغو ادعایی «مندیت خودروهای برقی» «دیوانه» شده و تهدید کرد که قراردادهای دولتی ماسک را قطع خواهد کرد. ماسک سپس خواستار استیضاح سوم ترامپ شد. روز بعد، ترامپ اعلام کرد که تمایلی به آشتی با ماسک ندارد و افزود که اگر ماسک از نامزدهای دموکرات حمایت مالی کند، با «عواقب بسیار جدی» مواجه خواهد شد. در ۱۱ ژوئن، ماسک به‌طور عمومی بابت توییت‌هایش علیه ترامپ عذرخواهی کرد و گفت که این توییت‌ها «زیاده‌روی» بوده‌اند.

## زندگی خصوصی
ماسک از اوایل دههٔ ۲۰۰۰ تا اواخر سال ۲۰۲۰ در کالیفرنیا اقامت داشت، که تسلا و اسپیس‌ایکس در آن‌جا تأسیس شدند. او در سال ۲۰۲۰ به تگزاس نقل مکان کرد و گفت که کالیفرنیا نسبت به موفقیت اقتصادی‌اش دچار «خودبرتربینی» شده است. ماسک در مهٔ ۲۰۲۱ مهمان برنامهٔ پخش زنده شنبه شب بود و گفت که به نشانگان آسپرگر مبتلا است که شاخه ایست از انواع اوتیسم.

### ازدواج، روابط و فرزندان
ماسک دست کم ۱۴ فرزند دارد که یکی از آن‌ها در دورهٔ نوزادی مرده است. وال استریت ژورنال در سال ۲۰۲۵ گزارش داد که منابع نزدیک به ایلان ماسک معتقدند «تعداد واقعی فرزندان ماسک بسیار بیشتر از آن چیزی است که به‌طور عمومی شناخته شده است».
او با همسر اولش جاستین ویلسون حین تحصیل در دانشگاه کوئینز آشنا شد و در سال ۲۰۰۰ ازدواج کردند. اولین فرزندشان در سال ۲۰۰۲، در ۱۰ هفتگی بر اثر سندرم مرگ ناگهانی نوزاد درگذشت. آن‌ها پس از مرگش تصمیم گرفتند برای ادامه خانواده از لقاح مصنوعی استفاده کنند. آن‌ها در سال ۲۰۰۴ صاحب دوقلو و در سال ۲۰۰۶ صاحب سه‌قلو شدند. این زوج در سال ۲۰۰۸ از هم جدا شدند و حضانت فرزندانشان را به اشتراک گذاشتند. یکی از فرزندان او در سال ۲۰۲۲ به‌طور رسمی نام خود را تغییر داد تا نشان دهنده هویت جنسی او باشد و به این دلیل که دیگر نمی‌خواست با ماسک مرتبط باشد.
در سال ۲۰۰۸، ماسک با بازیگر انگلیسی تلولا رایلی وارد رابطه شد. آن‌ها در سپتامبر ۲۰۱۰ در اسکاتلند ازدواج کردند. در سال ۲۰۱۲، او طلاق خود را از رایلی اعلام کرد. در سال ۲۰۱۳، ماسک و رایلی دوباره ازدواج کردند. در دسامبر ۲۰۱۴، او برای دومین بار از رایلی درخواست طلاق داد اما اقدام پس گرفته شد. طلاق دوم در سال ۲۰۱۶ نهایی شد. ماسک در سال ۲۰۱۷ برای چندین ماه با بازیگر آمریکایی امبر هرد وارد رابطه شد. گزارش شده که ماسک از سال ۲۰۱۲ به دنبالِ او بوده است. ماسک بعداً از سوی بازیگر آمریکایی جانی دپ به داشتن رابطه نامشروع با هرد در حالی که هنوز شوهرش بود متهم شد. ماسک و هرد هر دو این رابطه را انکار کردند.
در سال ۲۰۱۸، ماسک و خوانندهٔ کانادایی گرایمز اعلام کردند که با هم قرار می‌گذارند. گرایمز در مهٔ ۲۰۲۰ پسر خود را به دنیا آورد. به گفته ماسک و گرایمز، نام فرزندشان "X Æ A-12" بود. با این حال، این نام قوانین کالیفرنیا را نقض می‌کرد؛ زیرا حاوی نویسه‌هایی بود که در الفبای انگلیسی مدرن نیستند، و سپس به "X Æ A-Xii" تغییر یافت. این نام باعث سردرگمی بیشتر شد، زیرا Æ یک حرف در الفبای انگلیسی مدرن نیست. این کودک در نهایت "X AE A-XII" ماسک نام‌گذاری شد؛ که با "X" نام کوچک، "AE A-XII" نام میانی و "Musk" نام خانوادگی او است. ماسک گزارش‌هایی مبنی بر «نیمه جدایی» این زوج را در سپتامبر ۲۰۲۱ تأیید کرد. او در مصاحبه‌ای با تایم در دسامبر ۲۰۲۱ گفت که مجرد است. در مارس ۲۰۲۲، گرایمز در مورد رابطه خود با ماسک گفت: «من احتمالاً او را دوست پسرم می‌دانم، اما ما بسیار تغییرپذیر هستیم.» او همچنین اعلام کرد که اولین دختر آنها در دسامبر ۲۰۲۱ از طریق رحم اجاره‌ای به دنیا آمده است. بعداً در همان ماه، گرایمز در توییتی نوشت که او و ماسک دوباره از هم جدا شده‌اند «اما او بهترین دوست و عشق زندگی من است.» در سپتامبر ۲۰۲۳ اعلام شد که این زوج صاحب فرزند سوم شدند.
در ژوئیهٔ ۲۰۲۲، وال‌استریت جورنال گزارش داد که ماسک ظاهراً با نیکول شنهن همسر سرگی برین، یکی از بنیان‌گذاران گوگل، در سال ۲۰۲۱ رابطه داشته است که سال بعد به جدایی منجر شد. ماسک این گزارش را تکذیب کرد. همچنین، ماسک با بازیگر استرالیایی ناتاشا باست رابطه‌ای داشته که به‌عنوان «دوست‌دختر گاه‌به‌گاه» توصیف شده است. در اکتبر ۲۰۲۴، نیویورک تایمز گزارش داد که ماسک یک مجموعه مسکونی در تگزاس برای فرزندانش و مادران آن‌ها خریداری کرده، اگرچه ماسک این موضوع را تکذیب کرد.
ماسک همچنین با شیوون زیلیس، مدیر عملیات و پروژه‌های ویژه در شرکت نورالینک، چهار فرزند دارد: دوقلوهایی که در سال ۲۰۲۱ از طریق لقاح مصنوعی به دنیا آمدند، یک فرزند که در سال ۲۰۲۴ از طریق رحم اجاره‌ای متولد شد، و یک فرزند دیگر که در سال ۲۰۲۵ به دنیا آمد. همچنین ادعا شده که ماسک در سال ۲۰۲۴ با نویسنده اشلی سنت کلر فرزندی داشته است.
در ۱۴ فوریه ۲۰۲۵، اشلی سنت کلر، اینفلوئنسر و نویسنده، در پلتفرم ایکس اعلام کرد که پنج ماه پیش پسری به نام رومولوس از ماسک به دنیا آورده که رسانه‌ها آن را به‌عنوان سیزدهمین فرزند احتمالی ماسک گزارش کردند. در ۲۲ فوریه ۲۰۲۵، گزارش شد که سنت کلر برای حضانت انحصاری پسر پنج‌ماهه‌اش درخواست داده و خواستار شناسایی ماسک به‌عنوان پدر کودک شده است. در ۳۱ مارس ۲۰۲۵، ماسک گفت که مطمئن نیست پدر فرزند سنت کلر باشد، اما ۲٫۵ میلیون دلار به او پرداخت کرده و سالانه ۵۰۰ هزار دلار به او پرداخت خواهد کرد. گزارش‌های بعدی وال استریت ژورنال نشان داد که ۱ میلیون دلار از این پرداخت‌ها به سنت کلر به‌صورت وام بوده است.